# Make This Song Cry
«Make This Song Cry» (с англ. — «Заставьте эту песню плакать») — песня американской певицы K. Michelle, вышедшая 6 октября 2017 года на лейбле Atlantic Records в качестве третьего сингла из её четвёртого студийного альбома Kimberly: The People I Used to Know (2017). Слова песни написали Мишель, Филлип Корниш, Джеремайя Бетеа и Дуглас Гиббс. Продюсером трека выступил Лил Ронни. Песня «Make This Song Cry» получила положительные отзывы от музыкальных критиков, некоторые из которых отметили вокальный диапазон певицы. В треке использован сэмпл из сингла Jay-Z 2001 года «Song Cry». Трек был исполнен во время тура Мишель «The People I Used to Know Tour» в 2017 году.
Песня достигла пика на 13-м месте в американском чарте Adult R&B Songs, проведя в нём более двадцати четырёх недель. Песня также заняла 44-е место в чарте R&B/Hip-Hop Airplay и провела в нём шесть недель. Мишель исполнила «Make This Song Cry» на вечеринке по случаю выхода альбома Kimberly: The People I Used to Know. Она также исполнила песню в The Ritz в Роли (Северная Каролина) 25 февраля 2018 года.

## История
В тексте песни говорится о том, что вы оставляете всех своих прошлых сексуальных партнёров, чтобы быть верным в романтических отношениях с кем-то, но в итоге получаете боль от этого человека, которая заставляет вас чувствовать стыд и сожаление. Песня была выпущена в качестве третьего официального сингла из альбома Kimberly: The People I Used to Know 6 октября 2017 года. За первую неделю релиза трек разошёлся тиражом 3 139 копий. В интервью Hollywood Life Мишель сказала о песне,

Я решила выпустить эту песню, потому что однажды я расстроилась из-за своего возлюбленного и мои чувства были очень сильно задеты. Мой альбом был завершён, так что я просто пела, чтобы выговориться, а когда все было готово, я поняла, что это запись, к которой отнесётся каждая женщина, принёсшая себя в жертву ради мужчины. Я хочу, чтобы мои поклонники получили некоторое исцеление, зная, что быть влюблённой женщиной нелегко».

## Отзывы
Песня получила смешанные отзывы после выхода. Брент Фолкнер из журнала Hype высоко оценил вокальный диапазон Мишель, продемонстрированный ею в этом треке, сказав, что она исполнила «мощный, драматический вокал», а также сравнил его с песней «You Changed» Кейшии Коул с её дебютного студийного альбома The Way It Is (2006). В рецензии на Kimberlyː The People I Used to Know Гленн Гамбоа из Newsday назвал трек «изматывающей балладой» и сказал, что Мишель в нём «теряет бдительность». Эм Касалена из журнала Arena высоко оценил концепцию песни, сказав: «„Make This Song Cry“ — любимая песня фанатов Kimberly, в которой она плачет, жертвуя своей целостностью, чтобы наладить отношения. В ней определённо чувствуются винтажные нотки». Трек открывается проникновенным вступлением саксофона, скрипками и фортепианными мелодиями в стиле девяностых, которые несут в себе сильный вокал Kimberly".
Kel & Mel Reviews отрецензировали песню, заявив: «K. Michelle поворачивает свой фандом к Jay-Z через свою собственную музыку. Взяв слоган из его трека „Song Cry“, она говорит нам, что не позволит мужчине увидеть, как она плачет от того, что он причиняет ей боль, и собирается вложить эту энергию в эту (или какую-то другую) песню». В ThisIsRnB отметили, что: «Вдохновлённая классикой JAY-Z, его песней „Song Cry“, уроженка Мемфиса использует тот же сэмпл из песни Бобби Глена „Sounds Like a Love Song“, когда она поёт личный эмоциональный отчёт о разбитом сердце и карме». Сайт YouKnowIGotSoul.com добавил в свой блог: «K. Michelle раскрывает ещё один слой своего предстоящего альбома, выпуская новый сингл „Make This Song Cry“».

## Чарты

### Еженедельные чарты
| Чарт (2017)                          | Высшая позиция |
| ------------------------------------ | -------------- |
| США (Adult R&B Songs, Billboard)     | 13             |
| США (R&B/Hip-Hop Airplay, Billboard) | 44             |